# U kresu drogi
U kresu drogi – polski film fabularny z 1939 roku w reżyserii Michała Waszyńskiego.

## Treść
Gabriela otrzymuje obraz Jacka Malczewskiego U kresu drogi. Jej mąż, lekarz pracujący nad nową szczepionką, przekonany, że żona zdradza go z hrabią Łańskim, pozoruje własną śmierć i opuszcza rodzinę. Po latach jednak wraca.

## Obsada
- Kazimierz Junosza-Stępowski - profesor Jan Turwid vel Kozłowski, pomocnik aptekarza
- Irena Malkiewicz-Domańska - Gabriela, żona Turwida
- Tamara Wiszniewska - Weronika, córka Turwidów
- Mieczysława Ćwiklińska - Kordelia, ciotka Gabrieli
- Franciszek Brodniewicz - hrabia Wiktor Łański
- Adam Brodzisz - Jerzy, lekarz w warszawskiej klinice, narzeczony Weroniki
- Ludwik Fritsche - Feliks, służący Turwidów
- Anna Jaraczówna - pokojówka Turwidów
- Wanda Polakowska - Weronika, córka Turwidów w dzieciństwie
- Irena Skwierczyńska - kobieta na widowni w teatrze, na koncercie córki Turwidów
- Feliks Chmurkowski - aptekarz w miasteczku, brat Jerzego
- Jerzy Roland - lekarz wystawiający akt zgonu
- Tadeusz Frenkiel - antagonista Turwida na kongresie
- Karol Dorwski - antykwariusz
- Stanisław Łapiński - gość na imieninach Gabrieli Turwid
- Jerzy Rygier - członek prezydium kongresu
- Stanisław Grolicki - mnich w klasztorze
- Zofia Wrońska